# Campania de desțelenire din Uniunea Sovietică

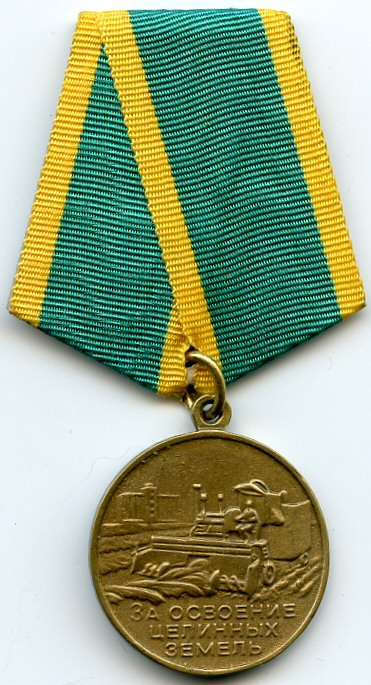
Medalia „Pentru valorificarea țelinei”

Campania de desțelenire din Uniunea Sovietică (în rusă Освое́ние целины́, în kazahă Tyń ıgerý) a fost un plan conceput de Nikita Hrușciov în 1953 pentru creșterea puternică a producției agriculturii sovietice, care să ducă la atenuarea crizei de alimente care afecta populația țării.

## Istoric
În septembrie 1953 s-a întâlnit un grup al Comitetului Central al PCUS – compus din Hrușciov, doi adjuncți, doi editori ai Pravdei și un specialist în agricultură – pentru ca să evalueze gravitatea crizei agriculturii sovietice. Gheorghi Malenkov introdusese la începutul anului 1953 o serie de reforme pentru rezolvarea problemelor agricuturii țării, printre care creșterea prețurilor pe care le plătea statul la achiziționarea produselor colhozurilor, reducerea taxelor și impozitelor și creșterea suprafețelor loturilor individuale ale țăranilor colhoznici. Hrușciov, iritat de faptul că Malenkov fusese apreciat pentru reformele agricole, a hotărât să își promoveze propriul plan agricol. Planul lui Hrușciov a extins pe de-a o parte refomele lui Malenkov deja puse în aplicație și pe de altă parte a propus transformarea până în 1956 în terenuri cultivate a 13 milioane de hectare (130,000 km2). Terenurile pe care le-a avut în vedere acest plan includeau regiuni de pe malul drept al fluviului Volga, din Caucazul de nord, vestul Siberiei și nordul Kazahstanului. Prim-secretarul al Partidului Comunist Kazah din acea vreme, Jumabai Șaiahmetov, a minimalizat potențialele recolte ale țelinei din Kazahstan – el nu dorea ca pământurile kazahe să ajungă sub controlul rușilor. Molotov, Malenkov, Kaganovici și alți mebri importanți ai Partidului Comunist al Uniunii Sovietice s-au declarat împotriva campaniei de desțelenire. Dacă mai mulți critici ai planului au considerat că acesta nu este fezabil din punct de vedere economic sau logistic, Malenkov dorea inițiativele prin care terenurile deja cultivate să devină mai productive. Hrușciov a insitat în schimb că doar cultivarea unor întinse suprafețe noi era singura cale prin care se putea obține o creștere semnificativă a recoltelor într-un timp foarte scurt.
În loc să ofere stimulente țăranilor care lucrau deja în colhozuri și sovhozuri, Hrușciov a plănuit să recruteze muncitori pentru noile pământuri, campania de desțelenire fiind prezentată ca o aventură socialistă pentru tineretul sovietic. În vara anului 1954, 300.000 de voluntari comsomoliști au plecat să muncească la țelină. După transformarea acesteia în terenuri cultivate și obținerea unei recolte excelente în 1954, Hrușciov a modificat obiectivul inițial de 13 milioane de hectare de noi terenuri cultivate până în 1956 la 28-30 milioane de hectare (280.000–300.000 km2). Între 1954 și 1958, Uniunea Sovietică a cheltuit 30,7 milioane de ruble în cadrul campaniei de desțelenire, iar în aceeași perioadă de timp, a obținut venituri din recoltele de cereale de 48.8 milioane de ruble. Din 1954 până în 1960, suprafața totală de teren însămânțată în URSS a crescut cu 46 de milioane de hectare, 90% din creștere fiind datorată campaniei de desțelenire.
În general, campania de desțelenire a reușit să crească producția de cereale și să atenueze pe termen scurt criza de alimente. Amploarea deosebită a campaniei și succesul inițial au fost o reușită istorică. Cu toate acestea, fluctuațiile mari ale nivelului producției de cereale de la an la an, nedepășirea producției record din 1956 în anii care au urmat și scăderea treptată a productivității terenurilor după 1959 pot fi considerate drept un eșec al campaniei de desțelenire și au pus capăt ambițiilor lui Hrușciov de depășire a producție americane de cereale până în anul 1960. În perspectivă istorică, însă, campania a marcat o schimbare permanentă a economiei regiunii de nord a Kazahstanului. Chiar și în 1998, când suprafața cultivată a atins nivelul minim, grâul a fost semănat pe aproape două ori mai multe hectare decât în 1953, iar Kazahstanul este în prezent unul dintre cei mai mari producători de grâu din lume.

## Recoltele pământurilor desțelenite

### 1954
Prima recoltă a pământurilor desțelenite a depășit așteptările. Producția totală de cereale din regiunile pământurilor desțelenite în 1954 a fost cu 14.793.000 tone și cu 65% mai mare decât producția medie de cereale pentru perioada 1949–1953. La începutul anuliu 1955, au fost trimise în noile zone agricole 200.000 de tractoare. Aici au fost înființate 425 de noi sovhozi. Au fost arate 30 de milioane de hectare (300.000 km2), dintre acestea fiind cultivate aproximativ 20 de milioane de hectare.

### 1955
Recolta din 1955 a pământurilor desțelenite a fost cu mult sub așteptări din cauza unei secete severe în regiunile respectiv, în special în Kazahstan, unde nivelul de precipitații a fost la doar o zecime din cantitatea normală. Chiar dacă suprafața totală însămânțată în 1955 a fost aproape dublă față de cea din 1954, recolta din Kazahstan a scăzut cu 35% față de 1954. Cu toate acestea, alte regiuni ale Uniunii Sovietice au avut un an agriclol deosebit de bun, care a compensat rezultatele slabe de pe pământurile desțelenite și a dus la o creștere generală a recoltei de cereale în Uniunea Sovietică. Hrușciov a fost nevoit să recunoască că cei care nu au fost de acord cu desțelenirea pământurilor au avut dreptate, dar a susținut că, atât timp cât recoltele din doi ani dintr-un cincinal ar fi bune, planul urma să fie un succes în ceea ce privește recuperarea costurilor și realizarea unui profit pe termen mai lung.

### 1956
Entuziasmul pentru campania de desțelenire a pământurilor s-a diminuat după recolta slabă din 1955. În 1956 au fost cultivate mult mai puține terenuri noi. Cu toate acestea, recolta din 1956 s-a dovedit a fi cea mai mare din întreaga campanie și cea mai mare recoltă din istoria sovietică până în acel moment. Producția de cereale pentru regiunile desțelenite a crescut cu 180% față de media din 1949–1953 și 90% mai mare față de media din 1954–1955 average. Producția de cereale în 1956 din întreaga Uniune Sovietică a fost cu 50% mai mare decât media din 1949–1953. Încurajat de succes, Hrușciov a făcut un tur prin regiunile desțelenite și a decorat mai mulți lucrători din agricultură.

### 1957
Recolta anului 1957 a fost mică – producția terenurilor desțelenite a scăzut cu 40% față de cea din 1956, iar recolta de creale totală a Uniunii Sovietice a scăzut cu 18%.

### 1958
În anii 1958 și 1959 nu au mai fost desțelenite multe terenuri noi. Producția din 1958 a fost bună – a atins un nivel de 58.385.000 tone de cereale, cu doar 8% mai mică decât recordul de 62.263.000 tone stabilit în 1956.

### 1959
Primăvara anului 1959 a fost extrem de ploioasă și a provocat numeroase probleme în agricultură. Cu toate acestea, recolta a fost destul de bună. Producția de cereale din pământurile desțelenite a fost de 54.571.000 de tone, cu doar 6% mai mică decât recolta din anul precedent.

### 1960
Recoltele bune din anii 1958 și 1959 au dat un nou impuls campaniei de desțelenire. 1.648.000 de hectare (16.480 km2) de noi pământuri au fost arate doar în Kazahstan. Hrușciov a organizat una dintre cele mai importante regiuni ale pământurilor desțelenite într-o unitate administrativă numită Ținutul Țelinei (Целинный край), format din cinci regiuni din nordul Kazahsatnului – Kokșetau,  Kustanai,  Pavlodar, Kazahstanul de Nord și Akmola (Кокчетавская область, Кустанайская область, Павлодарская область, Северо-Казахстанская область, Акмолинская область). Capitala Akmolinsk, a fost redenumită Țelinograd – Orașul Țelinei. Recolta anului 1960 a fost una dintre cele mai proaste din perioada întregului program.

### 1961–1963
Productivitatea țelinei a suferit o scădere constantă după recolta din 1958. În 1963, Hrușciov a cerut creșterea producției de îngrășăminte pentru întreaga Uniune Sovietică și în mod particular pentru pământurile desțelenite. Uniunea Sovietică dispunea în acele timpuri doar de 20 de milioane de tone de fertilizanți pentru fiecare 218 milioane de hectare, în timp ce SUA dispuneau de 35 de milioane de tone de fertilizanți pentru fiecare 118 milioane de hectare de pământ. Hrușciov a ordonat să fie construite 60 de noi fabrici de fertilizanți. Chiar și după punerea în funcțiune a noilor fabrici de îngrășăminte chimice, producția de pe pământurile desțelenite a continuat să scadă și nu a ajuns niciodată la niveluri comparabile cu recolta record din 1956.

## Principalele probleme ale campaniei

### Condițiile nesatisfăcătoare de trai și lipsa de forță de muncă
În regiunile în care s-a desfășurat campania de desțelenire au existat doar mici sate cu populație puțină. Ritmul foarte mare al recrutării și transportului în regiunile de țelină a creat probleme foarte mari pentru cazarea și aprovizionarea noilor lucrători agricoli. Condițiile de viață precare au determinat mulți lucrători să își facă rapid bagajele și să plece în primele luni de la sosirea la noile locuri de muncă. Numărul de muncitori din sovhozurile din Kazahstan a crescut cu 322.000 în perioada 1954–1957, dar în aceeași perioadă au fost constuite locuințe cu o suprafață totală de doar 1.800.000m2. Mulți dintre cei recrutați au fost bărbați tineri din sate sărace, orfani și prizonieri eliberați - deși condițiile de viață erau precare, ele au reprezentat totuși o îmbunătățire a standardului lor de viață. Dacă criza de alimente din așezările noi ale lucrătorilor agricoli a fost rezolvată până în 1956, problemele locative au rămas nerezolvate până la sfârșitul deceniului.
Datorită condițiilor grele de trai și a plecării constante a lucrătorilor nemulțumiți, în sovhozurile de la țelină a existat o continuă lipsă a forței de muncă. În perioada 1957–1960, au fost trimiși în noile sovhozuri din Kazahstan 24.000 de specialiști și în aceeași perioadă, 14.000 dintre ei au plecat datorită condițiilor grele de trai. În plus, muncitorii care au rămas erau în mare parte tineri și lipsiți de experiență, lipsiți de abilitățile necesare ca să exploateze în mod eficient mașinile și fermele. Pentru a rezolva problema, la sfârșitul anului 1959 a fost emis un decret în Kazahstan prin care s-a dispus instruirea cu normă întreagă a 65.000 de tractoriști noi și recalificarea altor 50.000 în timp liber. Cu toate acestea, din cauza resurselor insuficiente, mai puțin de jumătate din acest număr de tractoriști a fost calificați. Ca o soluție pe termen scurt, guvernul a început să plătească anual aproximativ 250.000 de lucrători agricoli cu experiență din regiunile sudice ale Kazahstanului să vină să lucreze în noile sovhozuri, după ce terminau recoltatul în sovhozurile lor.

### Criza de mașini agricole și de ateliere de reparații
În ciuda eforturilor lui Hrușciov de aprovizionare în mod adecvat cu mașini agricole a noilor terenuri puse în producție, trimițând aici aproape toate echipamentele nou fabricate și rechiziționând utilaje din alte zone ale Uniunii Sovietice pentru exploatările pământurilor desțelenite, în aceste regiuni a existat o criză de utilaje agricole. De exemplu, în Kazahstan, în 1959, a existat doar un tractor pentru fiecare 218 hectare (2,18 km 2) de teren. Problema era aceea că industria din Uniunea Sovietică nu avea capacitatea să producă un număr atât de mare de utilaje agricole, necesare în condițiile creșterii bruște a suprafețelor cultivate. În plus, agricultura ducea lipsă de piese de schimb, ateliere de reparații și mecanici necesari pentru întreținerea mașinilor agricole. În aceste condiții, au existat cazuri în care mașini agricole au fost imobilizate chiar și atunci când aveau nevoie de reparații de rutină.

### Clima
Cultivarea pământurilor desțelenite în condiții de monocultură și de lipsă a sistemelor de irigație. De exemplu, regiunile din Kazahstan au avut parte doar de 200-350 mm de apă din precipitații anual și cele mai multe ploi cădeau de obicei în iulie și august, când se coceau grânele sau era timpul recoltării, în timp în primăvară era timp secetos, când plantele tinere aveau cel mai mult nevoie de apă. Mai mult, perioada de vegetație era scurtă, iar în Kazahstan, toamna debuta cu vreme rece și chiar și înghețuri la sol. Vânturile puternice au spulberat zăpada în timpul iernii și au provocat eroziunea solului în primăvară. Pământurile au avut în plus și un grad înalt de sărăturare. Campania intesivă de monocultură din pământurile desțelenite, în care 83% din totalul terenurilor cultivate în 1958-1959 fiind acoperite de cereale, a epuizat solul de substanțele nutritive naturale. Sărăcirea pământurilor de nutrienți a fost cel mai probabil principala cauză a scăderii după anul 1959 a productivității pămâturilor desțelenite .

### Depozitarea neadecvată a cerealelor
În regiunile în care s-a desfășurat campania de desțelenire a existat o infrastructură slab dezvoltată în perioada de dinaintea inițiativei lui Hrușciov. În consecință, când a început recoltarea, exista un număr minim de depozite pentru grâne. A rezultat pierderi de producție – o cantitate importantă de grâne recoltate a fost depozitată direct în câmp. Mai mult, lipsa instalațiilor de depozitare i-a determinat pe fermieri să recolteze în grabă, câtă vreme vremea era favorabilă, ceea ce a dus la amestecarea cerealelor bine coapte cu cele necoapte. Acest lucru a dus la creșterea umidității cerealelor depozitate și a provocat mucegăirea lor. Pierdere de cereale datorită depozitării neadecvate s-a ridicat până la 10-15% din recoltă. Recoltele din Kazahstan din anii 1956, 1958 și 1959 au fost de 23,8, 21,9 și respectiv 199 milioane de tone de cereale, iar capacitate de depozitare din regiune în 1960 erau doar de 10 milioane de tone.

## 2111 Tselina
O planetă minoră descoperită pe 13 iunie 1969 de astronomul sovietic Tamara Smirnova a fost botezată 2111 Tselina, comemorând a 25-a aniversare a campaniei de desțelenire din Uniunea Sovietică.

## Timbre comemorative

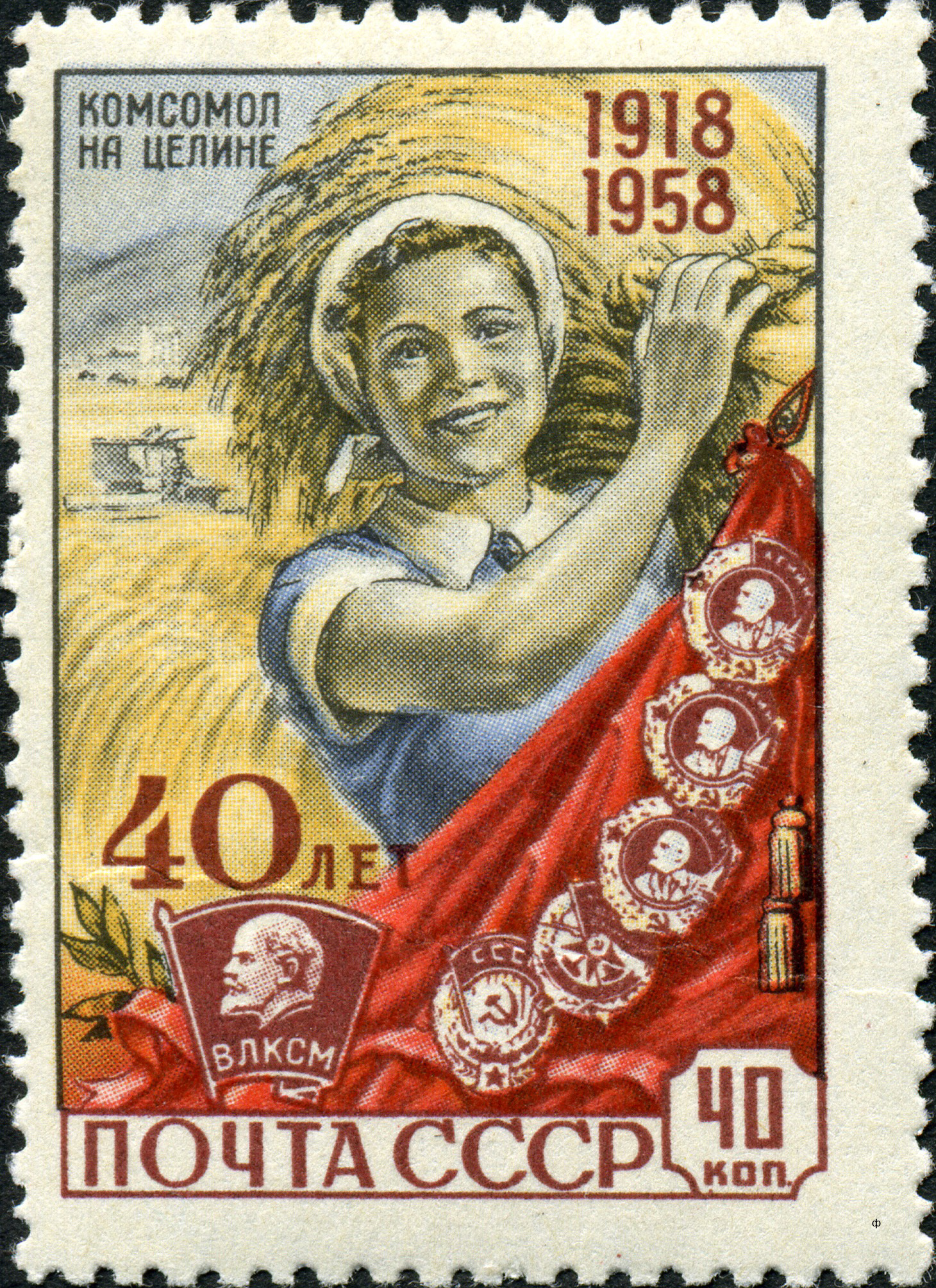
Comsomolul la țelină
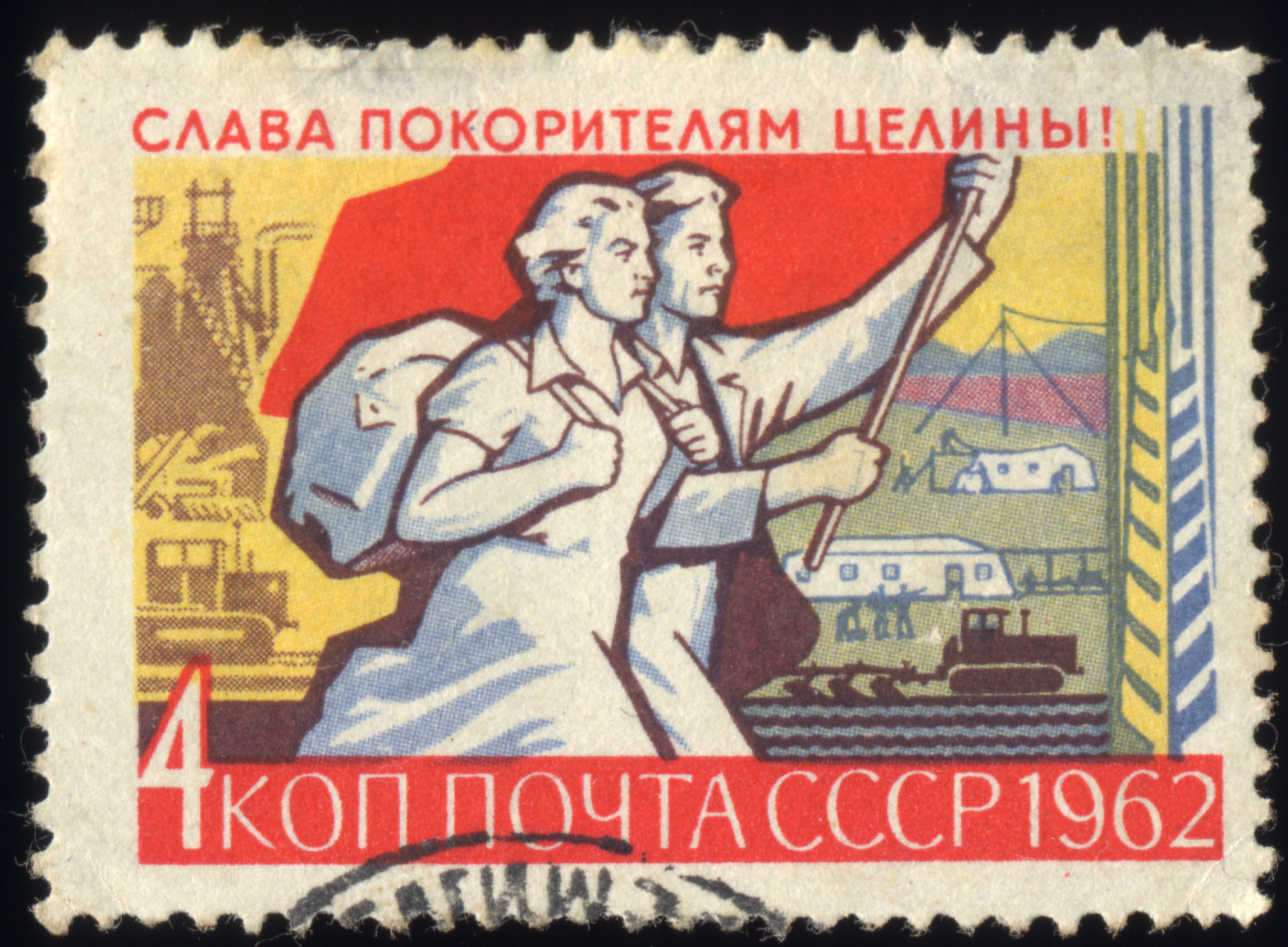
Slavă cuceritorilor țelinei!
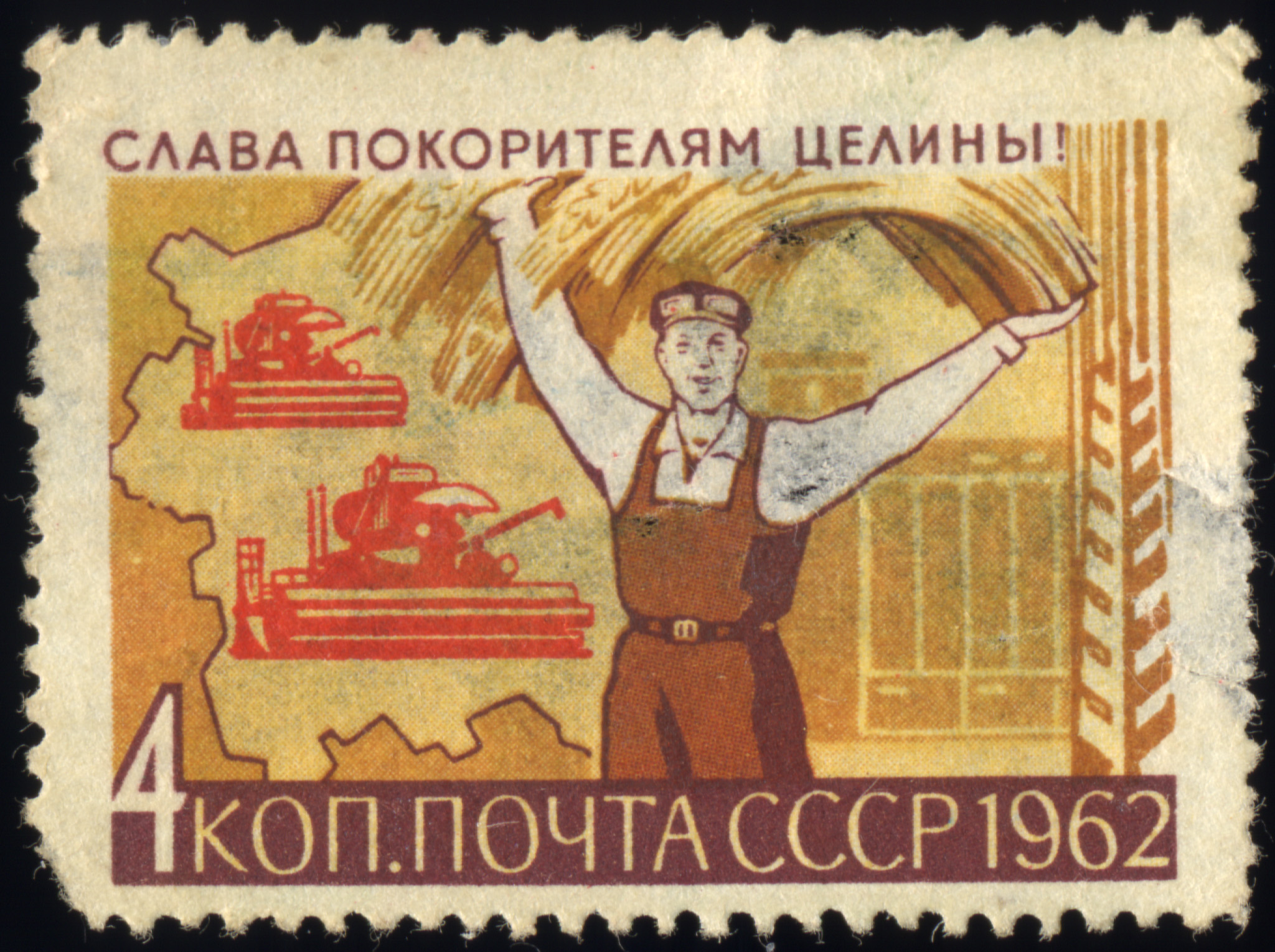
Slavă cuceritorilor țelinei!
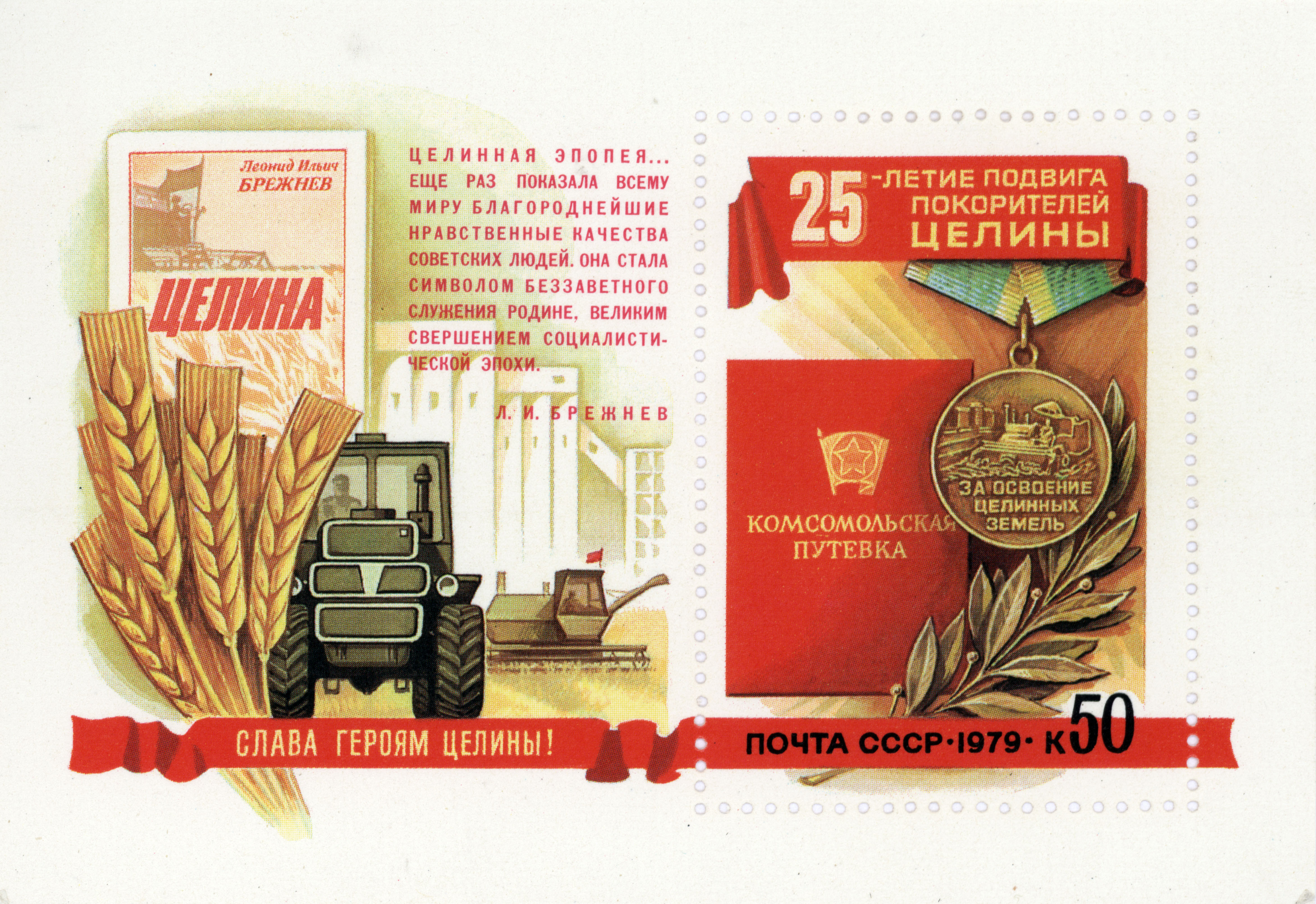
A 25-a aniversare a faptelor cuceritorilor țelinei
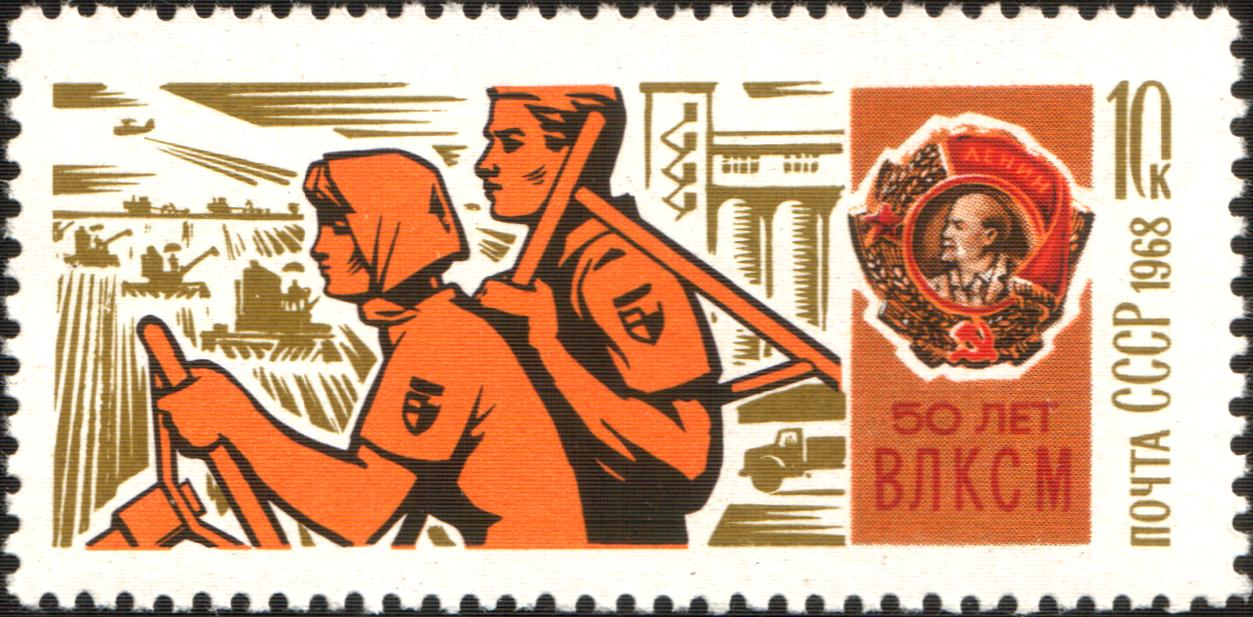
A 50-a aniversare a comsomolului